# Chapter 1. Dream Girl – The Misconceptions of You
Chapter 1. Dream Girl – The Misconceptions of You é a primeira parte do terceiro álbum de estúdio em coreano — quarto no total — do grupo sul-coreano SHINee, lançado em 19 de fevereiro de 2013, produzido pela gravadora S.M. Entertainment e distribuído pela KMP Holdings. Foi revelado que "The Misconceptions of You" seria a primeira parte de dois álbuns sob o título de "Dream Girl". A segunda parte, Chapter 2. Why So Serious? – The Misconceptions of Me, foi lançada no dia 29 de abril de 2013.

## Antecedentes e lançamento
Do ponto de vista da produção, queríamos expressar os ‘seus equívocos’ no primeiro capítulo e os ‘meus equívocos’ no segundo capítulo. Os dois álbuns têm um monte de histórias sobre ‘equívocos’.

SHINee no Melon Premiere SHINee Music Spoiler, na divisão de "Dream Girl"
O grupo anunciou em 7 de fevereiro de 2013, que iria voltar com um terceiro álbum completo, em meio a rumores de retorno. Eles revelaram que o álbum seria lançado em 19 de fevereiro do mesmo ano em sites de música nacionais e no iTunes e a faixa-título se chamaria "Dream Girl". Eles também lançaram o teaser das fotos de Key. O teaser das fotos de Taemin foram lançados no dia seguinte. Fotos de Jonghyun foram liberadas em 9 de fevereiro e as fotos de Minho no dia seguinte. O último teaser individual foi de Onew que foi liberado em 11 de fevereiro. O teaser das fotos do grupo foram lançados em 12 de fevereiro. Com um teaser adicional do grupo no dia seguinte junto com a informação de que a faixa-título, "Dream Girl", seria produzida por Shin Hyuk e Joombas Music Factory e descreveu a canção como "uma canção acid electro funk".
Em 14 de fevereiro, Shinee realizou o evento "Melon Premiere SHINee Music Spoiler" no Olympus Hall, em Seul, onde revelaram seis das nove músicas do álbum para 100 revisores de música. Eles anunciaram que não só eles estavam lançando seu terceiro álbum, mas que seria dividido em duas partes. A primeira parte seria lançada digitalmente em no dia 19 e fisicamente no dia 20 intitulada Chapter 1. Dream Girl – The Misconceptions of You e a segunda, intitulada Chapter 2. Why So Serious? – The Misconceptions of Me seria lançada em abril, além de revelaram três canções da segunda parte. Eles também revelaram a coreografia para a canção título "Dream Girl", que foi coreografada por Tony Testa, que já havia trabalhado com o grupo em Sherlock, e o making of do vídeo musical também foi mostrado e nele mostrava os membros pulando em camas elásticas.
Sobre a confecção dos dois álbuns o membro Onew afirmou: "É o nosso primeiro álbum completo que estamos lançando depois de um bom tempo, então nós trabalhamos muito duro. Minho e Key trabalharam no rap, Jonghyun trabalhou nas letras, e Taemin trabalhou na coreografia". Taemin descreveu o álbum como aquele em que a individualidade de cada membro brilha através de suas vozes: "Nós nos conhecemos melhor e um monte de nossas opiniões foram para este álbum". Jonghyun em conjunto, disse: "A entrega de Taemin nas letras é boa. O falsete de Minho está muito bom ultimamente. Key é bom no inglês. Sabemos os pontos fortes de cada um dos outros por isso, é fácil dividir as partes de acordo com quem pode brilhar em quê. Nós nos divertimos trabalhando no álbum".
Este álbum é sobre "os seus equívocos", "o equívoco do mundo ao meu redor" e "o equívoco da realidade". As letras podem ser interpretadas como os sonhos, ideais e visões de mundo através dos olhos do grupo. Ele mostra o original lado do Shinee. Em uma entrevista em vídeo com a Billboard, Shinee disse que os títulos das músicas para Why So Serious? – The Misconceptions of Me foram revelados na faixa de abertura, "Spoiler".
O álbum foi lançado no iTunes em 19 de fevereiro de 2013 como um iTunes LP, um dos poucos títulos neste formato.

### Obras de arte e conceito
No "Melon Premiere SHINee Music Spoiler" em 14 de fevereiro de 2013, o diretor do departamento Visual e Arte da S.M. Entertainment, Min Hee-jin indicado na capa do álbum, "A capa do álbum mostra as fantasias dos membros. Tem próprias imagens dos membros e os tipos ideais que eles buscam. Por favor, quebrem seus equívocos e julgamento que tiveram antes do Shinee".
Em relação às fotos e teaser do álbuns ele declarou: "Tentei incluir o que eu recolhi ao falar com cada um dos membros, colocando seus pensamentos em imagens. Cada uma das imagens tem algum tipo de ideia que os membros queria apresentar para o público. Deve ser divertido para tentar descobrir alguns desses quebra-cabeças. Tente não perder nenhum dos pequenos detalhes. Nós olhamos para novas idéias e imagens. Em vez de trabalhar com artistas e fotógrafos famosos, trabalhamos com talentos up-and-coming, com novas ideias".

## Lista de faixas
| N.º            | Título                     | Letras                              | Música                                                             | Duração |  |
| 1.             | "Spoiler"                  | Kim Jong-hyun                       | Pegasus Thomas Troelsen                                            | 3:31    |  |
| 2.             | "Dream Girl"               | Jun Gan-di Choi Min-ho              | Hyuk Shin Jordan Kyle Ross Lara Dave Cook DK Anthony "TC" Crawford | 3:00    |  |
| 3.             | "Hitchhiking" (히치하이킹) | Kim Bu-min                          | Anne Judith Wik Will Simms Hitchhiker                              | 4:07    |  |
| 4.             | "Punch Drunk Love"         | Jun Gan-di                          | Crichlow Thomas Troelsen Herbert St. Clair                         | 3:39    |  |
| 5.             | "Girls, Girls, Girls"      | Jun Gan-di, Choi Min-ho, Kim Ki-bum | Lucas Secon Thomas Troelsen Mikkel Remee Sigvardt                  | 2:46    |  |
| 6.             | "Aside" (방백)             | Hwang Hyun Choi Min-ho              | Hwang Hyun                                                         | 3:44    |  |
| 7.             | "Beautiful" (아름다워)     | Cha Yong-un Choi Min-ho             | DOM Cha Yong-un Andrew Choi Teddy Riley Richard Garcia             | 3:10    |  |
| 8.             | "Dynamite" (다이너마이트)  | Kim Bu-min Choi Min-ho              | Hitchhiker                                                         | 3:39    |  |
| 9.             | "Runaway"                  | Kim Young-hoo                       | Kim Young-hoo Dennis White Jovan Rangel                            | 3:10    |  |
| Duração total: | Duração total:             | Duração total:                      | Duração total:                                                     | 30:46   |  |

## Recepção

### Análise da crítica
O colunista de K-pop da Billboard Jeff Benjamin escreveu que "o álbum é um triunfo que nunca falta energia e equilibra acenos de estrelas da música pop dos anos 80 e com visão de futuro para pop" e que "músicas como "Punch Drunk Love" e "Aside" sonoramente recordam os sons de Michael Jackson e Lionel Richie, respectivamente", enquanto "faixas como "Beautiful" e "Runaway" combinam elementos de produção eletrônica únicas sobre harmonias de boy bands açucaradas para criar música pop durante todo o ano".

### Desempenho comercial
"Dream Girl" ficou em #1 em todos os sites de música, como Naver, Bugs, Melon, Soribada, Olleh e muitos mais. Como se isso não bastasse, o álbum completo dominou o top 10 das paradas de vários sites em tempo real.
| País           | Gráfico                        | Posição |
| -------------- | ------------------------------ | ------- |
| Coreia do Sul  | Gaon Weekly Album Chart        | 1       |
| Coreia do Sul  | Gaon Monthly Albums Chart      | 1       |
| Japão          | Oricon Albums Chart            | 10      |
| Tailândia      | Channel V Thailand Asian Chart | 1       |
| Taiwan         | G-Music Asia Chart             | 1       |
| Taiwan         | G-Music Combo Chart            | 2       |
| Singapura      | HMV Korean-Japanese Chart      | 2       |
| Estados Unidos | Billboard World Albums         | 2       |
| Estados Unidos | Billboard Heatseekers          | 5       |

| País          | Gráfico               | Quantidade |
| ------------- | --------------------- | ---------- |
| Coreia do Sul | Gaon physical sales   | 185,357+   |
| Japão         | Oricon physical sales | 24,376+    |

## Histórico de lançamento
| País          | Data                    | Gravadora                       | Formato              |
| ------------- | ----------------------- | ------------------------------- | -------------------- |
| Mundo         | 19 de fevereiro de 2013 | S.M. Entertainment              | Download digital     |
| Coreia do Sul | 20 de fevereiro de 2013 | S.M Entertainment, KMP Holdings | CD, Download digital |
| Taiwan        | 22 de março de 2013     | Avex Taiwan                     | CD                   |
| Filipinas     | 25 de maio de 2013      | Universal Records               | CD                   |